# Fon jezici
Fon jezici, malena podskupina gbe jezika šire skupine left bank, nigersko-kongoanska porodica, koji se govore na području zapadnoafričkih država Benin i Togo. 
Glavni jezik fon ili dahomeen [fon] dao je cijeloj skupini ime a njime se služi 1.435.500 ljudi, uglavnom u Beninu (1.400.000; 2006) i svega 35.500 u Togou (1991); drugi jezik je maxi gbe ili mahi [mxl], 66.000 u Beninu (Johnstone 1993) i 25.300 u Togou (1991).
Podskupine aja, fon i mina (jezik gen) s još drugih 12 individualnih jezika čine skupinu gbe

## Vanjske poveznice
- Ethnologue (14th)
- Ethnologue (15th)